# Chilula
Chilula (Bald Hills Indijanci), od Yurok Tsulu-la „narod Tsulua”, brda Bald Hills, maleno je pleme Atapaskija, srodno grupi Hupa i nastanjeno u dolini Redwood Creeka, čija su se sela nalazila na njezinom ušću, Kalifornija. Brojno stanje Chilula nikada nije bilo više od 500 ili 600, da bi im broj 1900. godine spao na svega 50. 
Kroz povijest su imali 18 sela (Hlichuhwinauhwding, Hontetlme, Howunakut, Kahustahding, Kailuhwtahding, Kailuhwchengetlding, Kinahontahding, Kingkyolai, Kingyukyomunga, Misme, Noleding, Sikingchwungmitahding, Tlocheke, Tlochime, Tondinunding, Tsinsilading, Yinukanomitseding, Yisining'aikut). Od tih 18 poznatih sela, dva (Howunakut i Noleding) su bila na području Redwood National Parka, gdje su vršena ispitivanja. Na nalazištu je identificirano 6 naselja sa 125 rupa od kuća, odnosno oko 900 osoba. Nevolje za Chilule počinju sporadičim priljevom kopača zlata do 1860-tih, nakon čega su upućeni na rezervat Hoopa Valley. Današnja im je lokacija kod Eureke, gdje su organizirani kao Chilula Tribe, a jedan dio živi s Hupa Indijancima na rezervatu Hoopa Valley.

## Kultura
Chilule su Hupama srodni jezično i kulturno te u savezu usmjerenom protiv Yurok Indijanaca. Sela su bila locirana na ili blizu donjeg Redwood Creeka. Ljeti su napuštali svoja sela i odlazili na visoku preriju Bald Hillsa gdje su sakupljali sjemenje, kopali korijenje i bavili se lovom. Na jesen bi prelazili Redwood Creek i odlazili u sakupljanje žireva. Kuće su bile drvene, a sela su imala i četvrtaste kućice za parne kupelji. Chilule su i tijekom logorovanja u brdima gradili četvrtaste kuće, ali te nisu bile ukopane. 

## Vanjske poveznice
- Chilula  Arhivirana inačica izvorne stranice od 29. lipnja 2006. (Wayback Machine)
- The Chilula